# Utterbackia imbecillis
Utterbackia imbecillis е вид мида от семейство Unionidae. Видът не е застрашен от изчезване.

## Разпространение и местообитание
Разпространен е в Канада (Онтарио) и САЩ (Айова, Алабама, Арканзас, Вашингтон, Вирджиния, Джорджия, Западна Вирджиния, Илинойс, Индиана, Канзас, Кентъки, Луизиана, Мериленд, Минесота, Мисисипи, Мисури, Мичиган, Небраска, Ню Йорк, Ню Мексико, Оклахома, Охайо, Пенсилвания, Северна Каролина, Тексас, Тенеси, Уисконсин, Флорида, Южна Дакота и Южна Каролина).
Обитава крайбрежията и пясъчните дъна на сладководни басейни, реки и потоци.

## Описание
Популацията на вида е стабилна.